# Akonangui FC
Akonangui Fútbol Club – klub piłkarski z Gwinei Równikowej, grający w Primera División, mający siedzibę  w mieście Ebebiyín.

## Stadion
Domowe mecze klub rozgrywa na stadionie o nazwie Nuevo Estadio de Ebebiyín w Ebebiyín. Stadion może pomieścić 12000 widzów.

## Sukcesy
- Primera División:

mistrzostwo (5): 1992, 1999, 2001, 2008, 2013
- Puchar Gwinei Równikowej:

zwycięstwo (5): 1979, 1996, 2002, 2007, 2019

## Występy w afrykańskich pucharach
| Sezon     | Rozgrywki                 | Runda     | Kraj                          | Klub                         | Dom | Wyjazd | Dwumecz      |
| --------- | ------------------------- | --------- | ----------------------------- | ---------------------------- | --- | ------ | ------------ |
| 1993      | Puchar Mistrzów           | wstępna   | Republika Środkowoafrykańska  | TP USCA Bangui               | 1–2 | 0–2    | 1–4          |
| 1997      | Puchar Zdobywców Pucharów | wstępna   | Czad                          | Renaissance FC               | 1–4 | 0–3    | 1–7          |
| 2000      | Liga Mistrzów             | wstępna   | Angola                        | CD Primeiro de Agosto        | 0–1 | 0–4    | 0–5          |
| 2002      | Liga Mistrzów             | wstępna   | Republika Środkowoafrykańska  | Olympic Real de Bangui       | 1–0 | 0–1    | 1–1 (k. 7–6) |
| 2002      | Liga Mistrzów             | 1         |                               | Al-Madina SC                 | 4–2 | 1–3    | 5–5          |
| 2003      | Puchar Zdobywców Pucharów | 1         | Kamerun                       | Mount Cameroon FC            | 1–0 | 0–2    | 1–2          |
| 2006      | Puchar Konfederacji       | wstępna   | Kamerun                       | Impôts FC                    | 0–0 | 0–0    | 0–0 (k. 5–4) |
| 2006      | Puchar Konfederacji       | 1         | Nigeria                       | Lobi Stars                   | 1–0 | 0–1    | 1–1 (k. 5–6) |
| 2008      | Puchar Konfederacji       | wstępna   | Demokratyczna Republika Konga | AS Maniema Union             | 0–3 | 0–0    | 0–3          |
| 2009      | Liga Mistrzów             | dodatkowa | Republika Środkowoafrykańska  | SCAF Tocages                 | 1–0 | 0–1    | 1–1 (k. 5–4) |
| 2014      | Liga Mistrzów             | wstępna   | Kamerun                       | Les Astres FC                | 0–1 | 0–3    | 0–4          |
| 2019/2020 | Puchar Konfederacji       | wstępna   | Ghana                         | Ashanti Gold SC              | 1–1 | 0–3    | 1–4          |
| 2020/2021 | Liga Mistrzów             | wstępna   | Angola                        | Atlético Petróleos de Luanda | 0–1 | 2–2    | 2–3          |
| 2021/2022 | Liga Mistrzów             | 1         | Zambia                        | Zanaco FC                    | 0–2 | 0–1    | 0–3          |

## Reprezentanci kraju grający w klubie
Stan na wrzesień 2016.
| - Ibrahim Agbo - Sisinio Bikoro - Christian Bon - Deco - Daniel Ekedo - Viera Ellong - Esteban - Miguel Ángel Mayé | - Francis Mbome - Silvestre Mesaka Bote - Silveiro Obiang - Achille Pensy - Landry Mpondo - Papú Nguema - Manuel Sima - Alex Karmo |